# Brian Bowles
Brian David Bowles (Charleston, Virginia Occidental; 22 de junio de 1980) es un artista marcial mixto estadounidense que actualmente compite en la categoría de peso gallo. Fue campeón de peso gallo en la extinta WEC.

## Carrera en artes marciales mixtas

### Primeros años
Antes de entrar a WEC, Bowles consiguió un perfecto 3-0 ganando todas sus peleas antes de la campana.

### World Extreme Cagefighting
La mejor parte de su carrera la ha pasado en WEC, con seis peleas en esta organización. Todas sus victorias o bien han sido por sumisión o por nocaut.
Logró obtener el título de peso gallo en una ocasión, en WEC 42 frente a Miguel Torres. Dicho título lo perdería frente a Dominick Cruz en WEC 47.
Bowles ha ganado tres premios de la noche, dos peleas y un nocaut.

### Ultimate Fighting Championship
Tras la fusión entre WEC y UFC, todos los combatientes de WEC fueron trasladados a la UFC.
Bowles haría su debut el 3 de marzo de 2011 contra Damacio Page en UFC on Versus 3. Bowles ganó la pelea por sumisión en la primera ronda, ganando así el premio a la Sumisión de la Noche.
El 2 de julio de 2011, Bowles se enfrentó a Takeya Mizugaki en UFC 132. Bowles ganó la pelea por decisión unánime.
Bowles se enfrentó a Urijah Faber el 19 de noviembre de 2011 en UFC 139. Bowles perdió la pelea por sumisión en la segunda ronda.
Tras más de un año sin acción, Bowles regresó el 25 de mayo de 2013 en UFC 160 frente a George Ropp. Bowles perdió la pelea en la segunda ronda.
El 2 de marzo de 2015, Bowles fue despedido por la UFC.

## Campeonatos y logros
- World Extreme Cagefighting
  - Campeón de Peso Gallo (Una vez)
  - Sumisión de la Noche (Dos veces)
  - KO de la Noche (Una vez)

- Ultimate Fighting Championship
  - Sumisión de la Noche (Una vez)

## Récord en artes marciales mixtas
| Récord profesional | Récord profesional | Récord profesional |
| 13 peleas          | 10 victorias       | 13 derrotas        |
| ------------------ | ------------------ | ------------------ |
| Nocaut             | 3                  | 2                  |
| Sumisión           | 6                  | 1                  |
| Decisión           | 1                  | 0                  |

| Resultado | Récord | Oponente         | Método                      | Evento                         | Fecha                   | Ronda | Tiempo | Localización         | Notas                                                    |
| --------- | ------ | ---------------- | --------------------------- | ------------------------------ | ----------------------- | ----- | ------ | -------------------- | -------------------------------------------------------- |
| Derrota   | 19     | George Roop      | TKO (golpes)                | UFC 160                        | 25 de mayo de 2013      | 2     | 1:43   | Las Vegas, Nevada    |                                                          |
| Derrota   | 18     | Urijah Faber     | Sumisión (guillotine choke) | UFC 139                        | 19 de noviembre de 2011 | 2     | 1:27   | San José, California | Eliminatoria por el título.                              |
| Victoria  | 17     | Takeya Mizugaki  | Decisión (unánime)          | UFC 132                        | 2 de julio de 2011      | 3     | 5:00   | Las Vegas, Nevada    |                                                          |
| Victoria  | 16     | Damacio Page     | Sumisión (guillotine choke) | UFC Live: Sanchez vs. Kampmann | 3 de marzo de 2011      | 1     | 3:30   | Louisville, Kentucky | Sumisión de la Noche.                                    |
| Derrota   | –1     | Dominick Cruz    | TKO (parada médica)         | WEC 47                         | 6 de marzo de 2010      | 2     | 5:00   | Columbus, Ohio       | Perdió el Campeonato de Peso Gallo de WEC.               |
| Victoria  | 8–0    | Miguel Torres    | KO (golpes)                 | WEC 42                         | 9 de agosto de 2009     | 1     | 3:57   | Las Vegas, Nevada    | Ganó el Campeonato de Peso Gallo de WEC; KO de la Noche. |
| Victoria  | 7–0    | Will Ribeiro     | Sumisión (guillotine choke) | WEC 37                         | 3 de diciembre de 2008  | 3     | 1:11   | Las Vegas, Nevada    | Sumisión de la Noche.                                    |
| Victoria  | 6–0    | Damacio Page     | Sumisión (guillotine choke) | WEC 35                         | 3 de agosto de 2008     | 1     | 3:30   | Las Vegas, Nevada    | Sumisión de la Noche.                                    |
| Victoria  | 5–0    | Marcos Galvão    | KO (golpe)                  | WEC 31                         | 12 de diciembre de 2007 | 2     | 2:09   | Las Vegas, Nevada    |                                                          |
| Victoria  | 4–0    | Charlie Valencia | Sumisión (rear-naked choke) | WEC 28                         | 3 de junio de 2007      | 2     | 2:33   | Las Vegas, Nevada    |                                                          |
| Victoria  | 3–0    | Shane Weinischke | Sumisión (rear-naked choke) | ISCF - Invasion                | 9 de febrero de 2007    | 1     | 1:38   | Atlanta, Georgia     |                                                          |
| Victoria  | 2–0    | Charles Nutt     | TKO (golpes)                | Wild Bill's Fight Night 4      | 8 de septiembre de 2006 | 1     | 4:28   | Duluth, Georgia      |                                                          |
| Victoria  | 1–0    | Tim Honeycutt    | Sumisión (rear-naked choke) | Wild Bill's Fight Night 2      | 12 de mayo de 2006      | 3     | 4:55   | Duluth, Georgia      |                                                          |